# Восточная Экватория
Восто́чная Экватория (Восто́чный Экваториа́льный штат, до 2011 года — Восто́чная Экваториа́льная прови́нция, англ. Eastern Equatoria, араб. شرق الاستوائية‎, Sharq al-'Istiwa’iyah) — один из бывших 10 штатов (провинций, state) Южного Судана. Площадь 82 542 км², без учёта спорной территории, на которую претендует Кения, так называемого треугольника Илеми — 73 500 км². Население 1,1 млн человек (на 2014 год). Административный центр — город Торит.
2 октября 2015 года провинция была разделена на штаты Намурянг и Иматонг. Была восстановлена мирным соглашением, подписанным 22 февраля 2020 года.

## География
Восточная Экватория граничила с Угандой на юге, с Кенией на юго-востоке и с Эфиопией на северо-востоке.

## Административное деление

- Буди[англ.]
- Восточная Капоэта[англ.]
- Икотос[англ.]
- Лафон (округ)[англ.]
- Магви[англ.]
- Северная Капоэта[англ.]
- Торит (округ)[англ.]
- Южная Капоэта[англ.]